# Miguel de Lira
Miguel Domingo García Martínez (Lira, La Coruña, 1964), conocido artísticamente como Miguel de Lira, es un actor español de cine, teatro y televisión.

## Trayectoria
Estudió interpretación, arte dramático y dicción con Martin Adejemian, Jesús Aladrén, Begoña Valle, Xan Cejudo y Fernando Balboa entre otros. Fue uno de los fundadores del grupo gallego de teatro Chévere, en el que ha trabajado activamente como actor, director y productor desde 1986. 
Su popularidad viene dada sobre todo por su papel de Evaristo Currás, un personaje secundario de Mareas vivas que acabó adquiriendo gran protagonismo y convirtiéndose en uno de los favoritos del público.
Ha protagonizado la serie de TVG, Pepe O Inglés, estrenada en 2006. 
Aparte de esto, también ha participado en múltiples proyectos de cine e teatro. Cabe destacar su actuación en la popular serie de Antena 3 Los hombres de Paco, donde daba vida a Félix Montejo. En los premios Mestre Mateo 2010 recibió el premio al mejor actor protagonista por su papel en Crebinsky.
En el Festival de Cans de 2017, le otrogaron el Premio de Honra Pedigree a su trayectoria.

## Filmografía

### Cine
- Urxa (1989), de Carlos Piñeiro e Alfredo García Pinal.
- Entre bateas (2002), de Jorge Coira.
- El lápiz del carpintero (2003), de Antón Reixa.
- El regalo de Silvia (2003), de Dionisio Pérez.
- Secuestrados en Georgia (2003), de Gustavo Balza.
- Pepe Carvalho  (2004), de Rafael Moleón.
- Tienes que bailar (2005), de Margarita Ledo e Emilio McGregor.
- Galatasaray-Dépor (2005), de Hannes Stöhr.
- Los muertos van deprisa (2006), de Ángel de la Cruz.
- Hotel Tívoli (2006), de Antón Reixa.
- El hombre de arena (2007), de José Manuel González.
- La noche que dejó de llover (2007), de Alfonso Zarauza.
- Los girasoles ciegos  (2008), de José Luis Cuerda.
- Pedro e o Capitán (2009), de Pablo Iglesias.
- Crebinsky (2010), de Enrique Otero.
- No habrá paz para los malvados (2011), de Enrique Urbizu.
- Somos gente honrada (2013), de Alejandro Marzoa.
- A Esmorga (2014), de Ignacio Vilar.
- Os fenómenos (2014), de Alfonso Zarauza.
- María (y los demás) (2016), de Nely Reguera.
- Dhogs (2016), de Andrés Goteira.

### Televisión
Personajes fijos
- Mareas vivas (1998-2001). Como Evaristo Currás.
- Pepe O Inglés (2006). Como Pepe O Inglés.
- Los hombres de Paco (2008-2010). Como Félix Montejo.
- O Códice (2014), de Jorge Casinello (Miniserie 2 capítulos)
- Matadero (2019), como Teodoro "Teo"
- Vivir sin permiso (2020), como Celso Guimaré

Personajes episódicos
- Periodistas (1999).
- A Vida por diante (2006).

### Cortometrajes
- Temporada 92/93 (2007), de Alejandro Marzoa.
- Padre modelo (2009), de Alejandro Marzoa.
- Amistad (2010), de Alejandro Marzoa.

## Premios
- Premio Mestre Mateo Mellor Actor Protagonista (2020), por Eroski Paraíso.
- Premio Maruxa Villanueva (2020).
- Premio de Honra FETEGA (2019), O Carballiño.
- Águila de Oro, Aguilar Film Festival (2019), Aguilar de Campoó.
- Premio Xograr de Outono FIOT por su trayectoria artística (2016), Carballo.
- Premio Pedigree Festival de Cans por su trayectoria y compromiso social (2017), Porriño.
- Premio Nacional de Teatro , Grupo Chévere (2014).